# Fredrik Herman Rikard Kleen

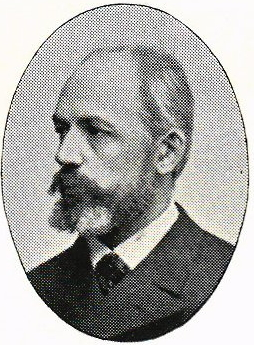

Fredrik Herman Rikard Kleen (* 17. März 1841 in Karlsborg; † 20. März 1923 in Ulricehamn), vor allem in nicht-schwedischsprachigen Publikationen gelegentlich auch Richard Kleen genannt, war ein schwedischer Jurist und Diplomat. Er verfasste eine Reihe von rechtswissenschaftlichen Veröffentlichungen und beschäftigte sich dabei insbesondere mit der Neutralität im Bereich der internationalen Beziehungen.

## Leben
Rikard Kleen wurde 1841 in Karlsborg geboren und absolvierte von 1859 bis 1863 ein Studium der Rechtswissenschaften an der Universität Uppsala. Im Jahr 1864 wurde er Attaché sowie 1866 zweiter und 1870 erster Sekretär im schwedischen Außenministerium. 1874 erfolgte die Ernennung zum Legationssekretär in Wien, drei Jahre später wurde er Botschafter zur besonderen Verfügung. Ab 1907 fungierte er als Ministre plénipotentiaire. Im Jahr 1891 wurde er in das Institut de Droit international (IDI) aufgenommen. Er starb 1923 in Ulricehamn.

## Wirken
Rikard Kleen veröffentlichte im Laufe seiner Karriere eine Reihe von Werken im Bereich des Völkerrechts, von denen einige auch in französischen Ausgaben erschienen. Insbesondere zu Fragen der Neutralität von Staaten wurde er als einer der ausgewiesensten Experten seiner Zeit angesehen. Sein aus zwölf Artikeln bestehender Entwurf mit dem Titel Le régime de la neutralité, der 1906 von der 22. Sitzung des IDI in Gent bestätigt wurde, gilt als Vorlage für die ein Jahr später im Rahmen der zweiten Haager Friedenskonferenz beschlossene Haager Konvention „über Rechte und Pflichten neutraler Mächte und Personen im Landkrieg“.

## Familie
Rikard Kleens Eltern waren die Miniaturmalerin Anna Beata af Kleen (1813–1894), eine geborene Ehrenborg, und der Generalleutnant Johan af Kleen (1800–1884), welcher 1858 zum Ritter geschlagen wurde. Verheiratet war Richard Kleen mit Amalia (1842–1929), einer geborenen Wattrang. Sie hatten drei Kinder: Ingeborg, Nils (1872–1965), Landwirt und Agronom, und Tyra Kleen (1874–1951) Künstlerin und Schriftstellerin. Das Gut Valinge, nördlich von Jönåker in der Gemeinde Nyköping, war das Erbgut der Familien Wattrang und Kleen.

## Werke
- Om dödsstraffets befogenhet och lämplighet. Stockholm 1866 (zweite Auflage 1869)
- Försök till framställning i naturrätt och rättsliga förbegrepp. Fünf Bände. Stockholm 1883–1885
- Om krigskontraband enligt allmän folkrätt samt staternas lagar och fördrag. Stockholm 1888 (französische Ausgabe: De la contrebande de la guerre, Paris 1893)
- Neutralitetens lagar. Zwei Bände. Stockholm 1889–1891 (überarbeitete französische Ausgabe: Lois et usages de la neutralité d’après le droit international conventionnel et coutumier des États civilisés, Paris 1898–1900)
- Krigets historia ur folkrättslig synpunkt: I kort sammandrag. Stockholm 1906
- Kodificerad handbok i krigets lagar till lands och till sjös enligt aftal och vedertagen sedvänja bland hyfsade folkslag. Stockholm 1909
- Kodificerad framställning i mellanfolklig rätt, offentlig och enskild, enligt den civiliserade världens lagar och seder. Drei Bände. Stockholm 1911–1920